# Sărbătoarea Anului Nou în Iğdır (Turcia)
Sărbătoarea Anului Nou în Iğdır (Turcia) se sărbătorește pe 21 martie. Odată cu adoptarea calendarului gregorian și a sistemului cronologic european începând din 1926, anul nou este sărbătorit asemenea popoarelor europene. Tradițiile vechi de întâmpinare a Anului Nou încă sunt păstrate în unele zone din Asia Mică, un exemplu în acest sens fiind regiunea Iğdır.

## Cutumele locale
În regiunea Iğdır din Anatolia de nord-est pregătirile pentru Anul Nou, sărbătorit pe 21 martie, încep încă din 20 februarie. În ultima zi de marți până pe data de 21 martie se celebrează sărbătoarea morților prin vizitarea mormintelor. În această zi pe lângă vizitarea mormintelor se pun pietre funerare celor mai proaspete morminte, dar totodată se repară și mormintele vechi.
Statuile care reprezintă chipuri de berbeci sau oi se ridică pe mormintele celor care au realizat acte de caritate sau celor care au dat dovadă de vitejie. Acest obicei provine de la triburile turce akkoyunlu  (oi albe )și karakoyunlu  (oi negre), care puneau pe morminte aceste chipuri de berbeci și oi de culoare albă în cazul triburilor akkoyunlu și de culoare neagră în ceea ce privea triburile karakoyunlu. Statuile cu figuri de cai erau reprezentative pentru satul Gökçeli ( Anatolia de nord-est), în timp ce statuile cu figuri de cămile reprezentau satul Karakoyunlu ( aceeași regiune) . În ziua morților, familiile celor decedați pregătesc pilaf, halva, dar și alte mâncăruri, dulciuri, fructe, pe care le duc  la cimitir, rugându-se pentru sufletele persoanelor decedate. Mâncarea este dată oamenilor nevoiași din apropierea cimitirului. În majoritatea cazurilor acest ritual este realizat de femei, în timp ce bărbații se duc în grup la cimitir , unde fac o slujbă, după care se întorc acasă. Noaptea ce leagă ultima zi de marți, înainte de 21 martie, de ziua de miercuri este de fapt începutul sărbătorii Anului Nou. Seara se aprind mari focuri care poartă numele de tongar sau tonkal peste care fiecare familie sare și în acest răstimp se rostesc cuvintele: ağırlığım ugurlugum, dökülsün bu ot’un üstüne ( bolile și necazurile să ardă în acest foc). Ulițele sunt luminate de torțe, oamenii dansând la lumina lor și lansând focuri de artificii. Țărușii pentru legat vite, pe care țăranii îi bat în fața casei lor sunt crezuți a fi un semn de bun augur, aducând noroc, belșug și multe vite. După dansul în lumina torțelor, care ține aproximativ două ore, oamenii se întorc acasă pentru petrecerile în familie. Tatălui, care este capul familiei îi revine rolul de a umple o tavă cu 7 feluri de mâncare, pe care le împarte în porții egale celor prezenți. Sunt păstrate porțiile celor ce au plecat în acea zi de acasă cu anumite treburi, dar și porțiile fetelor care au fost măritate în alte regiuni. Sugarii au și ei locul lor la masă, astfel încât porțiile lor sunt date mamelor. După terminarea mesei urmează momentul în care fiecare începe să ghicească ce îi va aduce noul an. Fiecare membru al familiei se duce la ușa vecinului sau la gardul care dă spre stradă și ținând în mâini un vas cu apă și o legătură de șapte chei pândește vorbele vecinilor sau a trecătorilor deoarece primele cuvinte pe care le aude de la ei sunt un indicator pentru ceea ce Anul Nou îi va aduce. Dacă primele cuvinte pe care persoana respectivă le aude sunt de bun augur, atunci acesta va avea parte de foarte multe bucurii, dar dacă primele cuvinte sunt rele, atunci cel ce le aude va avea necazuri.

## Superstiții
Vasf-i hal ( ghicitul) este cel mai important moment al revelionului. Toate fetele din sat se duc la fântână sau la izvor cu ulcioare, dar nu-și vorbesc. Apa din ulcioare este turnată într-un lighean mare sau bazin, apoi în această apă sunt puse două ace de cusut înfășurate cu ață, bumbac sau alte materiale care să le permită să stea deasupra apei. După ce acele au fost puse în apă, se fac valuri cu mâna și dacă cele două ace se apropie fetele se vor căsătorii cu baieții pe care îi iubesc, dar dacă cele două ace se îndepărtează acestea nu vor avea noroc în dragoste.Fetele se distrează și astfel: în vasul cu apă toate fetele își vor pune inelele după care vasul este acoperit cu o basma și o altă fată va extrage un inel. Fetei al cărui inel este scos din apă i se vor dedica catrene satirice sau umoristice . Mai jos sunt doar câteva exemple:
”Bülbül obur yuvada/
Kanad calur havada./
Emin oglu sag olsun,/
Men niye ghidem yada”.
Traducere:
„Cântă privighetoarea în cuibul său/
Apoi își ia zborul/
Să-l țină Domnul pe fiul lui Emin/
El nu mă va lăsa să mă mărit în altă parte”.
”Sen menim gülümsün,/
Süsenim, Sümbülümsün./
Hemi yaken komșumsun,/
Hemi de sevghilimsun”.
Traducere:
„Tu ești trandafirul meu/
Ești ghiocelul, susanul meu/
Ești vecinul meu,/
Ești iubitul meu”.
”Kapunuzdan boyluyum/
Anan vermir neyleyim/
Gargiyum anan ölsün/
Gelip sennen oynuyum”.
Traducere:
„Sunt mai înalt decât ușa voastră/
Dar maică-ta se opune dragostei noastre/
S-o blestem să moară/
Și apoi noi să ne căsătorim”.
În noaptea de Anul Nou băieții din cauza restricției întâlnirii cu alesele lor se urcă pe casă și prin horn, cu ajutorul unei sfori trimit o scrisoare și un cadou. Fetele la rândul lor le trimit o scrisoare și un cadou ca un răspuns la amabilitatea băieților.
Pilaful este mâncarea tradițională pentru Anul Nou. Vizitele la rude și prieteni încep după slujba religioasă. Musafirul este poftit la masă, pregătindu-se și ouă roșii,cu ajutorul cojii de ceapă. Ouăle roșii sunt date copiilor care umblă cu colindul. Pentru petrecerile în aer liber se aranjează întreceri cu cai, lupte între berbeci, cocoși și bivoli. Anul Nou este privit ca o zi a împăcării și când  veselia și buna dispoziție domnesc.